# آلک در-خاچاطوریان
آلک در-خاچاطوریان در سال ۱۳۱۴ خورشیدی (۱۹۳۵) در جلفای اصفهان به دنیا آمد.
تحصیلات ابتدایی و متوسطه را در مدارس کانانیان و ادب گذراند. در سال ۱۳۲۹ (۱۹۵۰) داستان گیکور اثر هوهانس تومانیان نویسنده شهیر ارمنی و سپس منظومهٔ «ابوالعلاء معری» اثر جاویدان شاعر ارمنی آوتیک ایساهاکیان را به فارسی ترجمه نمود.
در سال ۱۳۴۸ (۱۹۶۹) به مناسبت صدمین سالگرد تولد هوهانس تومانیان منظومه‌های آنوش، آختامار و پروانه را از این شاعر به فارسی ترجمه نموده‌است.
آلک در-خاچاطوریان همچنین مترجم منظومهٔ «سیامانتو و خجه زاره» اثر شاعر پرآوازهٔ ارمنی هوهانس شیراز می‌باشد.
وی همچنین اثر تحقیقی میناس تئولئولیان تحت عنوان «نگاهی کوتاه به ۲۲ قرن ادبیات ارمنی» را ترجمه کرده‌است.
آلک در-خاچاطوریان در سال ۱۳۴۴ (۱۹۶۵) در نشریهٔ خوشه آثار ۱۶ شاعر و نویسندهٔ ارمنی را معرفی و در سال ۱۳۵۱ (۱۹۷۲) کتاب «مادرانه» را به چاپ رسانده‌است.
وی در سال ۱۳۵۴ (۱۹۷۵) بدرود حیات گفت.

## آثار
حاصل فعالیت پربار آلک خاچاطوریان در زمینهٔ ترجمه و چاپ آثار ادبیات ارمنی کتاب‌های بسیاری می‌باشد که از آن میان می‌توان به "حماسه اندوه-مجموعه‌ای از شعر ارمنی"، " آنوش-آختامار-پروانه" ، "سیامانتو و خجه زاره" و "آوای خاموش نشدنی ناقوس" اشاره نمود. آلک خاچاطوریان همزمان به فعالیت تحقیقاتی در خصوص ادبیات پرداخته که حاصل آن کتاب "نگرشی کوتاه به ۲۲ قرن ادبیات ارمنی" و" مادرانه در ادب آرمن" می‌باشد.
- حماسه اندوه، مجموعه‌ای از شعر ارمنی
- آنوش، آختامار، پروانه اثر هوهانس تومانیان تهران ۱۳۴۸
- «سیامانتو و خجه زاره» اثر «هوهانس شیراز». بی جا، ۱۳۵۰.
- «آوای خاموش نشدنی ناقوس» اثر «بارویر سواگ». انتشارات نائیری
- «نگرشی کوتاه به ۲۲ قرن ادبیات ارمنی» ، انتشارات روزنامه آلیک، ۱۳۴۶
- «مادرانه در ادب آرمن»